# Nadja Stein
Nadja Stein (geboren 2. Februar 1891 in Odessa, Russisches Kaiserreich; gestorben  14. Dezember 1961 in Haifa) war eine österreichisch-israelische Frauenfunktionärin.

## Leben
Nadja Brodsky war die Tochter eines Ölingenieurs, der schon 1896 starb. Ihre Mutter zog mit den Kindern nach Wien, wo Stein 1911 das Lehrerinnenexamen für Geschichte und Geographie absolvierte. Sie arbeitete an der Reformschule von Eugenie Schwarzwald. Da sie als Frau in Österreich nicht weiterstudieren durfte, ging sie 1916 nach Zürich, wo sie 1919 an der Universität Zürich in Volkswirtschaftslehre und Soziologie  promoviert wurde. 1917 heiratete sie den Ungarn Andor (Herbert) Ornstein (1894–1972), sie nannten sich später „Stein“. 1922 wurde die Tochter Michaela Ornstein geboren.  
Im Jahr 1921 schloss sie sich beim Karlsbader Kongress der Women’s International Zionist Organisation (WIZO) an. Mit Anitta Müller-Cohen  gründete sie die österreichische Sektion der Women’s International League for Peace and Freedom (WILPF). In Rumänien gründete sie die Landesorganisation der WIZO und organisierte Hilfe für die aus der Ukraine vor den Pogromen geflohenen Juden. 1924 machte sie ihre erste Fahrt nach Palästina zu einer Konferenz des Jüdischen Nationalfonds (JNF). Um Hilfe für die ukrainischen Juden zu organisieren, hielt sie sich zwischen 1924 und 1926 in den USA und in Kanada auf, wo sie als Rednerin der von Henrietta Szold gegründeten Hadassah auftrat und für den JNF in New York City Leitungsarbeit leistete. Sie war in dieser Zeit Korrespondentin der Berliner Jüdischen Rundschau. 1927 gründete und leitete sie in Berlin eine nationale Sektion der WIZO.  
1932 fuhr sie erneut nach Palästina und blieb angesichts des Aufstiegs der Nationalsozialisten in Deutschland dort. Sie wurde in Tel Aviv Funktionärin der WIZO für Öffentlichkeitsarbeit und Herausgeberin des WIZO-Organs. Sie publizierte ihre Beiträge in verschiedenen jüdischen Zeitungen und Zeitschriften. 1937 nahm sie in Zürich am 20. Zionistenkongress teil. Arthur Bryks malte 1937 ein Porträt von ihr. 
1949 betreute sie den Wiederaufbau der WIZO in den Niederlanden. 1950 erhielt sie ein Zweijahresstipendium für die Weiterbildung in Siedlungsgeographie an der Hebräischen Universität Jerusalem, was sie auch nach England, in die USA, nach Dänemark und Schweden führte. 1952 wurde sie bei der Kommune Haifa für die soziologische Begleitung von Besiedlungsprojekten angestellt und gründete Betreuungseinrichtungen für europäische Immigranten. 
Nach ihrer Pensionierung gründete sie einen Altenclub in Haifa. 2012 übergab ihre Tochter Michaela Aloni den Nachlass dem Zentralen Zionistischen Archiv.

## Schriften (Auswahl)
- Nadja Ornstein-Brodsky: Die Gemeindeabstimmungen in Zürich von 1893 bis 1917. [Mit 11 Tabellen im Text.] Wien : Genossenschaftsverlag der „Neuen Erde“. Zürich. Univ. Staatswiss. Diss. 1921/22.
- Expose über die Entwicklung der Handweberei als Heimindustrie in Erez Israel.
- Der chassidische Maler Arthur Bryks, in: Menorah. Jüdisches Familienblatt für Wissenschaft / Kunst und Literatur, Wien 1929
- Jacob de Haas: Louis D. Brandeis : eine biographische Skizze ; mit besonderer Berücksichtigung seines Beitrags zur jüdischen und zionistischen Geschichte ; mit dem Wortlaut seiner Reden, 1912-1924. Übersetzung  Nadja Stein. Berlin : Fischer, 1930